# Edder Pérez
Edder Alfonso Pérez Consuegra (San Felipe, Yaracuy, Venezuela, 3 de julio de 1983) es un exfutbolista venezolano que jugaba como centrocampista o defensa y su último equipo fue el Portuguesa Fútbol Club de la Primera División de Venezuela. 

## Biografía

### Caracas FC
En la temporada 2004/05 disputó 3 partidos sin marcar gol, quedando subcampeones.
El 9 de abril de 2006 marcó su primer gol en su carrera y en el Caracas FC B en la jornada 12 de la Segunda División Venezolana 2005/06 contra el Portuguesa Fútbol Club con victoria de 2-0, marcando el gol en el minuto 55.
En la Segunda División Venezolana 2005/06 marcó 1 gol en el (Torneo Clausura).
En la temporada 2005/06 disputó 8 partidos sin marcar gol, quedando Campeones.
Con el Caracas FC jugó la Copa Libertadores 2006 disputando 1 partido jugando los 90 minutos. En la temporada 2006/07 marcó 3 goles.
El 8 de marzo de 2007 estuvo presente en el gran partido de Copa Libertadores en la que derrotaron al River Plate como visitante 0-1, jugado en el Estadio Monumental Antonio Vespucio Liberti de Buenos Aires convirtiéndose en el primer equipo venezolano en derrotarlo.
En la Copa Libertadores 2007 disputó 6 partidos todos de titular jugando 516 minutos recibiendo 4 tarjetas amarillas, llegando hasta los octavos de final.
En la temporada 2006/07 disputó 32 partidos (31 de titular), marcando 3 goles, jugando 2763 minutos, recibiendo 7 tarjetas amarillas, quedando Campeones.

### CS Marítimo
En la tarde del miércoles 13 de junio de 2007 se confirmó la vinculación de Edder Pérez, al Marítimo de Funchal, equipo que participa en la Liga Portuguesa de Fútbol Profesional (SuperLiga). Al cabo de varias conversaciones, las partes llegaron a un acuerdo el cual vincula al lateral, quien actualmente se mantiene entrenando con la Selección Nacional para la venidera Copa América a disputarse en el país, a los "verdirubros" (Verdi-rojos) por un año con opción a compra.
En pretemporada el 28 de julio de 2007 disputó el Torneo Internacional de Alejandría contra el Arab Contractors quedando campeones con resultado de 2-0, disputando 11 minutos del segundo tiempo.
El 15 de septiembre de 2007 debutó con el Marítimo contra el Fútbol Club Oporto con derrota de 0-1, disputando 2 minutos del segundo tiempo. El 6 de enero de 2008 disputó su primer partido como titular contra el Leixões Sport Club aunque solo pudo disputar 39 minutos tras una expulsión de un compañero y él fue el sacrificado para acomodar la alineación.
El pasado 26 de febrero el yaracuyano sufrió una fractura en el quinto metatarsiano de su pie derecho, durante un encuentro que disputaba con la reserva del Marítimo frente al Sp. Espinho. Fue operado el día después de su lesión y se dio a conocer que el tiempo de baja estimado es alrededor de 6 a 8 semanas. Un fuerte golpe en una jugada dividida provocó la lesión.
En total en la Primera División de Portugal 2006/07 disputó 3 partidos 1 de titular jugando 43 minutos.
Pérez pasó mes y medio recuperándose de una operación. Además, estuvo inhabilitado las primeras 5 fechas del torneo por no disponer del “transfer internacional”, hecho que le dificultó hacerse con un hueco en el once ideal de Lazaroni.

### Caracas FC
Edder tras el paso por Portugal regresó al Caracas FC de cara al campeonato 2008/2009.
El 28 de marzo de 2008 fue operado de una fractura en el quinto metatarso de su pie derecho, lesión que lo ha mantenido inactivo hasta el pasado 11 de octubre, cuando volvió a jugar un partido oficial (empate sin goles entre Caracas FC “B” y el Centro Ítalo en Segunda División), volviendo a disputar un partido con el Caracas FC el 19 de octubre de 2008 contra el Estudiantes de Mérida disputando 27 minutos del segundo tiempo.
Edder Pérez, se perderá el Torneo Clausura y la Copa Libertadores 2009 debido a una molestia en su pie derecho que amerita una nueva intervención quirúrgica que lo mantendrá alejado de las canchas entre 3 y 4 meses. La lesión ocurrió el martes 13 de enero de 2009 en el partido amistoso ante la UCV donde fue sustituido por presentar una molestia en el quinto metatarsiano del pie derecho, el cual fue intervenido hace un año en Portugal al lesionarse cuando militaba en el Clube Sport Marítimo de la primera división portuguesa.
En la Liga Venezolana 2008/09 disputó 6 partidos (4 de titular), jugando 365 minutos, quedando su equipo campeón de Torneo Clausura 2009 clasificando para disputar la final.
Después de lesiones y sin continuidad, nunca volvió a ser el mismo, se marcha a Yaracuyanos FC.

### Yaracuyanos FC
Para el torneo Apertura 2011 el lateral izquierdo se marcha al equipo de su tierra natal. Ese torneo tuvo varias lesiones y el cuerpo técnico nunca confió en él. Cuando terminó el torneo lo dejaron en libertad, fichando luego para el Portuguesa FC equipo donde culminó su carrera como futbolista a lo poder recuperarse por completo de sus lesiones en la rodilla.

## Carrera como entrenador
Después de colgar las botas como futbolista profesional Pérez se dedicó a atender negocios familiares. Para posteriormente en el año 2015 iniciar como asistente técnico del su excompañero el también futbolista Yaracuyano Jhon Pinto en Club Atlético Chivacoa.
Para el 2016 Atlético Chivacoa cambió de nombre a Yaracuy FC. Durante el primer semestre del año Pérez no solo continuo asistiendo a Pinto sino que también tomo las riendas del equipo sub-20 con la finalidad de supervisar de cerca las nuevas promesas del fútbol yaracuyano.
En Yaracuy el ex internacional vinotinto ha sabido aportar de lo mejor de sí mismo sumando a su corta carrera como técnico dos campeonatos apertura y clausura 2016 , su equipo hoy pelea por un cupo a segunda división.

## Selección nacional
- Debutó en la Selección de fútbol de Venezuela en un partido amistoso disputado contra Uruguay el 18 de octubre de 2006 disputado en el estadio Centenario de Montevideo con resultado de 4-0 a favor de Uruguay, disputando 33 minutos del segundo tiempo.

- Debutó en Copa América contra Perú el 30 de junio de 2007 disputado en el estadio Polideportivo de Pueblo Nuevo de San Cristóbal con resultado de 2-0 a favor de la Vinotinto, saliendo de suplente por Andrés Rouga en el minuto 38.

- Debutó en una Eliminatoria al Mundial contra Bolivia el 20 de noviembre de 2007 disputado en el estadio Polideportivo de Pueblo Nuevo de San Cristóbal con victoria de 5-3, disputando 17 minutos del segundo tiempo.

### Campeonato Sudamericano Sub-20
| Sudamericano Sub-20 | Sede    | Resultado    | PJ | Goles |
| ------------------- | ------- | ------------ | -- | ----- |
| Sudamericano 2003   | Uruguay | Primera fase | 2  | 0     |

- Disputó 2 partidos los 2 de titular contra Paraguay y Colombia disputando 118 minutos.

### Edder Pérez en la Vinotinto
| Detalle                  | Juegos | Goles |
| ------------------------ | ------ | ----- |
| Copa América             | 2      | 0     |
| Eliminatorias al Mundial | 1      | 0     |
| Amistosos                | 4      | 0     |
| Total                    | 7      | 0     |

Último Partido: Venezuela - Bolivia (20 Nov 2007)

### Participaciones en Copa América
| Copa América      | Sede      | Resultado | PJ | Goles |
| ----------------- | --------- | --------- | -- | ----- |
| Copa América 2007 | Venezuela | Cuartos   | 2  | 0     |

- En la Copa América 2007 participó en 2 partidos Venezuela 2-0 Perú entrando de suplente por Andrés Rouga en el minuto 38 del primer tiempo y Venezuela 0-0 Uruguay disputando los 90 minutos, llegando hasta los cuartos de final.

### Participaciones en Eliminatorias al Mundial
| Eliminatorias    | Resultado | PJ | Goles |
| ---------------- | --------- | -- | ----- |
| Eli.Mundial 2010 | 7. lugar  | 1  | 0     |

## Clubes
| Club                | País      | Año       | PJ | Goles |
| ------------------- | --------- | --------- | -- | ----- |
| Caracas FC B        | Venezuela | 2005-2006 |    | 1     |
| Caracas FC          | Venezuela | 2004-2007 | 34 | 3     |
| Club Sport Marítimo | Portugal  | 2007-2008 | 3  | 0     |
| Caracas FC          | Venezuela | 2008-2010 | 36 | 0     |
| Yaracuyanos FC      | Venezuela | 2010-2012 | 4  | 0     |
| Portuguesa FC       | Venezuela | 2012-2013 | 1  | 0     |

### Competiciones
| Competición        | PJ | Goles |
| ------------------ | -- | ----- |
| Segunda División   |    | 1     |
| Liga Venezolana    | 44 | 3     |
| Copa Libertadores  | 7  | 0     |
| Liga Portuguesa    | 3  | 0     |
| Selección Nacional | 7  | 0     |
| Total de Carrera   |    | 4     |

## Palmarés

### Campeonatos nacionales
| Título          | Club       | País      | Año       |
| --------------- | ---------- | --------- | --------- |
| Liga Venezolana | Caracas FC | Venezuela | 2003-2004 |
| Liga Venezolana | Caracas FC | Venezuela | 2005-2006 |
| Liga Venezolana | Caracas FC | Venezuela | 2006-2007 |
| Liga Venezolana | Caracas FC | Venezuela | 2008-2009 |
| Copa Venezuela  | Caracas FC | Venezuela | 2009      |
| Liga venezolana | Caracas FC | Venezuela | 2009-2010 |

- Sub-Campeón: Liga Venezolana 2004/05 Caracs FC

### Campeonatos Amistosos
| Título                             | Club                | País     | Año  |
| ---------------------------------- | ------------------- | -------- | ---- |
| Torneo Internacional de Alejandría | Club Sport Marítimo | Portugal | 2007 |